# Combates de toros

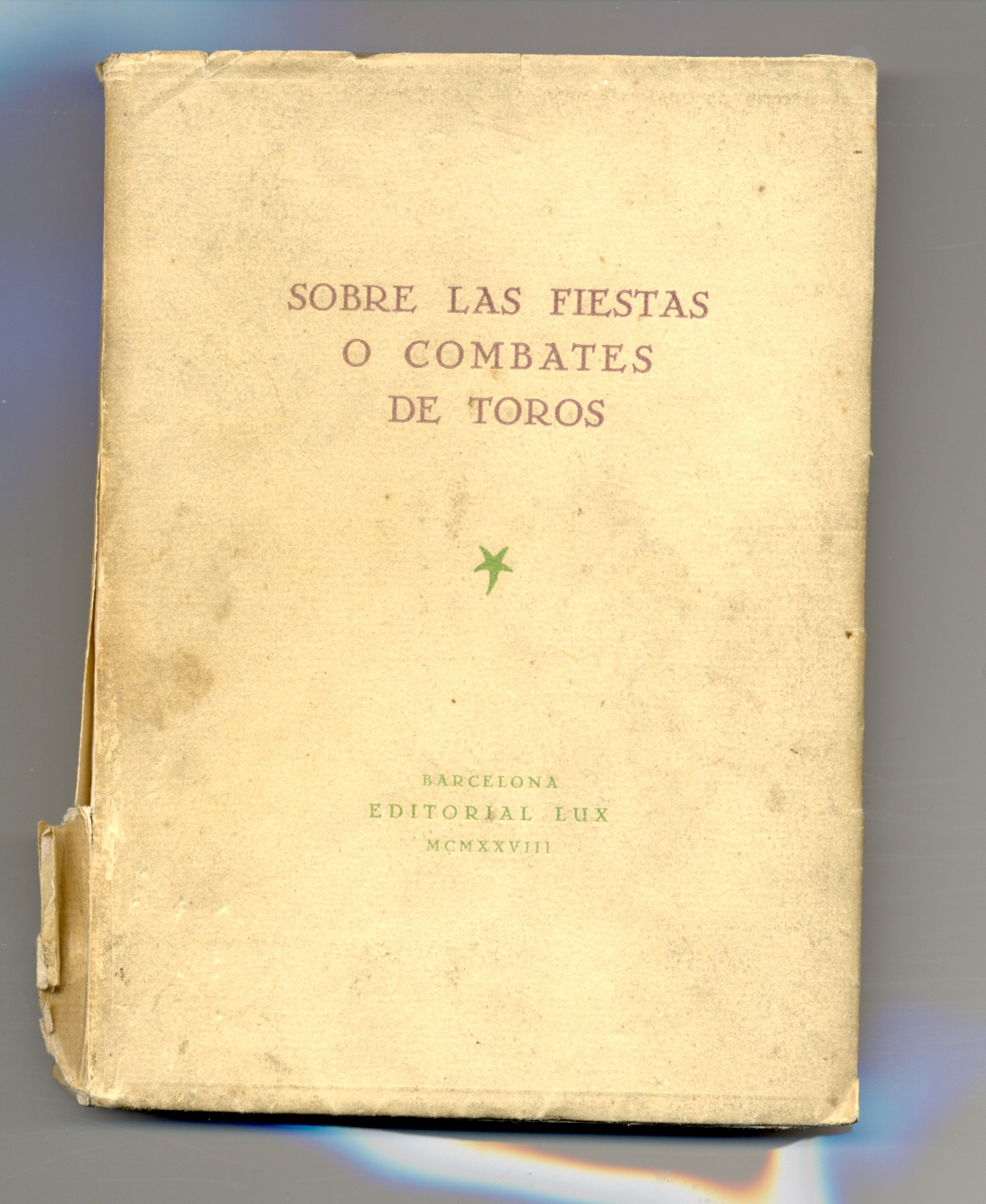
Portada del libro publicado por la Editorial Lux, de Barcelona, España, en 1928, donde se narran las costumbres taurinas de mediados del en Madrid

Se conoce como Combates de Toros a los espectáculos taurinos que se celebraban a finales del siglo XVII en España y especialmente en la Plaza Mayor de Madrid sede de los festejos taurinos y otros actos. Los combates fue el antecedente directo de las corridas de toros. Si bien durante la Edad Media fue frecuente organizar combates de caballeros nobles con todo tipo de fieras aparte de toros, tales como osos, leones y otros felinos. El Concejo madrileño era el encargado de preparar la plaza para la celebración de los mismos, desde la adquisición de los toros bravos hasta la organización del encierro.
Jacques Carel, diplomático francés, describió en 1670 en cuatro cartas para las autoridades de su país lo que era un Combate de Toros en el reinado de Felipe IV; estos documentos revisten gran interés histórico por la rareza de los mismos, fueron estudiados en detalle por el bibliófilo Luis Carmen y Millán.
Una carta fechada el 8 de julio de 1665, revela los detalles de los festejos que se cumplían en la Plaza Mayor de Madrid y que a la luz de los extranjeros de la época reflejaban un carácter muy particular del pueblo español.
Corría el reinado de Felipe IV y la Iglesia mantenía desde Roma reservas para la realización de las denominadas fiestas o combates de toros siguiendo las recomendaciones de diferentes concilios entre ellos el Concilio de Trento, por el que se prohibía al clero acudir a festejos con toros. Esto último, sin embargo, no impedía que por algunas horas los miembros del Santo Oficio y demás representantes del clero español ocuparan sus palcos en el rectángulo de la Plaza Mayor. Al igual que se pedían indulgencias para los pecadores en épocas de carnaval, se hacía lo propio en las fiestas de San Isidro en la iglesia de los jesuitas en Madrid, ante el carácter pernicioso que algunos les otorgaban a los festejos taurinos para la salvación de las almas. Durante el reinado del monarca este tipo de festejos recuperó todo el esplendor, llegando a ser objeto de protección por parte del monarca, las normas que regularon esta práctica fueron publicados en los primeros manuales o Tauromaquias, fue habitual que los nobles caballeros realizaran ejercicios de rejoneo durante estos combates o corridas cuya utilidad era la de ser entrenamientos para la guerra. En los combates participaron todas las clases sociales de la época
Se daban dos tipos de festejos:
- las Fiestas Reales, en las que los señores de la Corte eran combatientes
- las de la Villa, que se celebraban para el público en general, sobre todo en el verano, y que también llamaban poderosamente la atención de los miembros de la Corte.

A finales del siglo XVII ver una corrida era un derecho que partía desde la misma cabeza del Rey, quien por su autoridad decidía quiénes ocupaban los palcos y las ventanas de las edificaciones que daban a la Plaza Mayor. Inclusive algunos propietarios de casas y negocios tenían que resignarse a que su casa fuera ocupada por otras personas a quienes el Rey les había otorgado el derecho de presenciar la corrida, sin que ellos mismo pudieran echar un vistazo al rectángulo (hoy se habla de ruedo).

## Desarrollo del combate

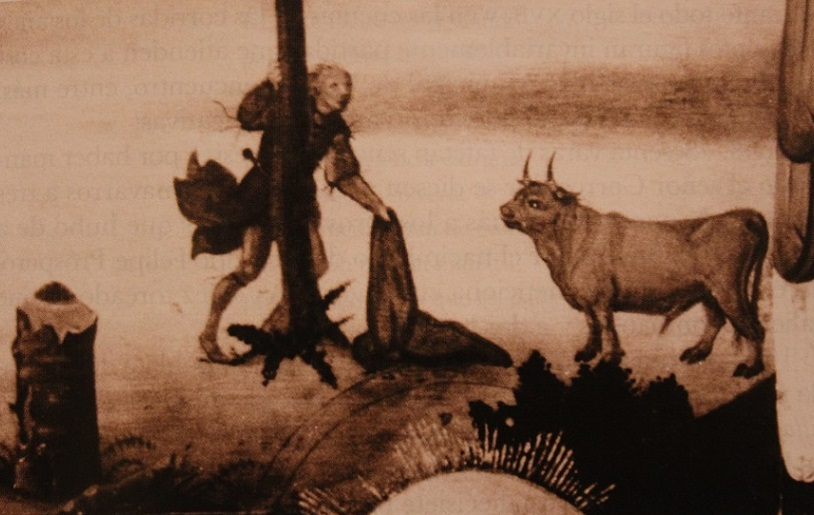
Toreo a pie realizado por pajes.

Ricos tapices, cortinas de terciopelo y otros adornos engalanaban los palcos de la plaza Mayor, hoy se mantiene la costumbre, se emplean los capotes de paseo de toreros y banderilleros). Los balcones del primer y segundo piso eran ocupados por la realeza. El pabellón del Rey estaba ubicado en el costado norte y su balcón sobresalía más que los demás. En orden de importancia seguían los embajadores y después los consejeros y los miembros de las juntas soberanas. El pueblo se ubicaba en la parte inferior de los pabellones en un anfiteatro construido con tablas. Sin embargo, en tardes de toros, la gente del común se acomodaba físicamente donde podía. Algunos, inclusive, se colgaban de los techos. El aforo de aquel escenario podía alcanzar los cuarenta mil espectadores.
El paseíllo se iniciaba poco después de las cinco de la tarde con el desfile de la carroza del Rey, fuertemente escoltada por su guardia, compuesta por cerca de cien hombres. Después venían otras carrozas con toda la corte, incluyendo a la Reina, bellas doncellas, damas de honor y los pajes de la soberana. El desfile duraba cerca de una hora.
Después de que la realeza ocupaba sus palcos aparecían en el rectángulo de la plaza seis alguacilillos en caballos ricamente enjaezados. Uno de ellos daba la orden con un pañuelo para que carretas provistas con agua regaran la arena, pues así evitaban así se levantara polvo. Luego, los alguacilillos recorrían nuevamente el ruedo retirando a las personas que no deberían estar allí. A este acto se le denominaba despejo. Hoy se le dice despeje de plaza.
Aparecían entonces los toreadores, cinco o seis hidalgos a caballo que muchas veces se jugaban la vida por el amor de una de las doncellas de la Corte. Los acompañaban lacayos de a pie con otros caballos para la lidia y mulos cargados con los rejones. Todas las cuadrillas saludaban al Rey y le solicitaban que ordenase el comienzo del “combate”. Sonaban entonces las trompetas y los oboes, en las celebraciones modernas de las corridas de toros se emplean clarines y timbales con el mismo fin, autoriza la salida del primer toro.
A los extranjeros les llamaban poderosamente la atención las primeras acometidas del toro contra los peones, que lo incitaban con gritos y movimientos de sus casacas (hoy se usan capotes de brega). El toreador debía esperar al toro en el centro de la plaza. Una de las mayores hazañas era clavar una lanza en medio de los pitones. En ocasiones si el animal caía en el primer encuentro había gran reconocimiento para el caballero en plaza, pues eso implicaba que se acortaba la faena y había oportunidad de ver otro toro. Cabe señalar que en una tarde podían correrse entre doce y quince toros.
Había reglas precisas para enfrentar y dar muerte al toro. Cuando el toreador no lo lograba, lo hacían los peones, quienes recibían, con autorización del Rey, la carne del astado como recompensa por su labor. Otra de las curiosidades que anota el cronista de la época era cómo el público se divertía cuando los toros perseguían a los alguacilillos, pues éstos eran funcionarios públicos encargados, entre otras cosas, de recaudar los impuestos.
Acerca de la afición de los madrileños a estas fiestas el corresponsal francés anota textualmente:

...son tan encantadoras (las Fiestas) para los españoles, que cada día que se dan, los que las han presenciado cien veces en su vida no dejan de acudir con tanta diligencia como si se tratara de una novedad, abandonando gustosos todo género de ocupaciones para gozar ese placer; de manera que puede decirse que no hay fiestas para ellos en el calendario mejor guardadas que estas.

## Tratados publicados

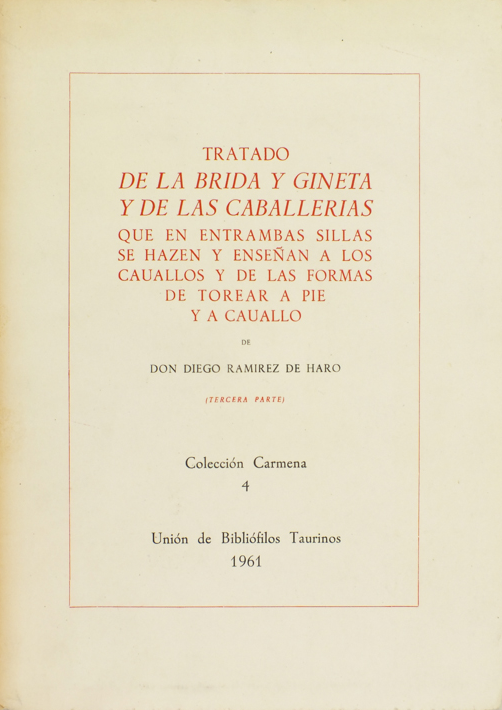
Tratado de la brida y jineta

Como se ha indicado, sobre la prácita de los combates de toros en el siglo XVII surgieron los primeros escritos que fijaron las normas y formas que los caballeros rejoneadores debían seguir, los más destacados son :
- «Advertencias y obligaciones para torear con el rejón» (sic.) (1639),
- los «Exercicios de la Gineta (1643) de Gregorio de Tapia y Salcedo,
- las Reglas para torear» (sic.) (1652) de Juan Gaspar Enríquez de Cabrera,
- el Discurso de la caballería del torear (1653) de Pedro Mesía de la Cerda, el escrito por Alonso Gallo Gutiérrez en (1653)
- las «Advertencias para torear»
- el más conocido de todos el Tratado de la brida y jineta y de las cavallerías que en entrambas sillas se hacen y enseñan a los cavallos y de las formas de torear a pie y a caballo» (sic.) — conocido como Tratado de la brida y jineta— escrito por Diego Ramírez de Haro.

Sobre estas reglas cabe destacar que algunos de ellos regularon incluso la forma en la que el público debía acudor a los festejos o combates, animádolo a asumir unas normas de comportamiento, con ellas el público podía valorar la actuaciones de los participantes.